# Ri Ul-sol
Ri Ul-sol (Hangul: 리을설, Hanja: 李乙雪; 1921 – 2015) là một chính khách và tướng lĩnh quân đội Cộng hòa Dân chủ Nhân dân Triều Tiên, cấp bậc Nguyên soái Quân đội Nhân dân Triều Tiên. Ông đóng một vai trò quan trọng trong chính quyền của Kim Il-sung và Kim Jong-il, chịu trách nhiệm cho sự an toàn của các nhà lãnh đạo hàng đầu của Triều Tiên và gia đình của họ với tư cách là Tư lệnh Cảnh vệ.

## Thiếu thời và nền tảng giáo dục
Theo tiểu sử được công bố, Ri Ul-sol sinh ngày 14 tháng 9 năm 1921 tại Songjin, tỉnh Bắc Hamgyong.
Ông được cho là có thể đã từng được đào tạo ở Liên Xô, có thể tại Trường dã chiến Okeanskaya ở Vladivostok hoặc ở Học viện quân sự Hồng quân ở Khabarovsk.

## Binh nghiệp
Vào cuối những năm 1930, Ri là một du kích quân, chiến đấu trong đội quân du kích của Kim Nhật Thành với mục tiêu giành độc lập cho Triều Tiên, giải thoát khỏi ách cai trị của Nhật Bản trong Thế chiến thứ hai. Khi đội du kích bị quân Nhật truy quét phải trốn sang Liên Xô, Ri phục vụ cho Hồng quân trong biên chế Lữ đoàn bộ binh độc lập 88 thuộc Phương diện quân Viễn Đông cùng với Kim Il-sung, Kim Chol-man và một số chính khách Bắc Triều Tiên thế hệ đầu tiên khác. Khi chiến tranh Triều Tiên bùng nổ, Ri Ul-sol chịu trách nhiệm chăm sóc Kim Jong-il và Kim Kyong-hui, con của Kim Il-sung. Ri được cho là đã đảm nhận vai trò người cha thay Kim Il-sung cho Kim Jong-il, nhà lãnh đạo tương lai của Triều Tiên.
Khái lược bước đường thăng tiến của Ri:
| Cấp bậc / Chức vụ          | Thời điểm thụ phong | Đơn vị                                                 |
| -------------------------- | ------------------- | ------------------------------------------------------ |
| Sĩ quan chỉ huy Trung đoàn | Tháng 8 năm 1948    | Không rõ                                               |
| Tham mưu trưởng            | Tháng 7 năm 1950    | Sư đoàn 4, Quân đội Nhân dân Triều Tiên                |
| Trung đoàn trưởng          | Tháng 4 năm 1951    | Trung đoàn 3, Sư đoàn 15, Quân đội Nhân dân Triều Tiên |
| Thiếu tướng                | Tháng 3 năm 1957    | Quân đội Nhân dân Triều Tiên                           |
| Sư đoàn trưởng             | Tháng 3 năm 1957    | Không rõ                                               |
| Trung tướng                | Tháng 10 năm 1962   | Quân đội Nhân dân Triều Tiên                           |
| Quân đoàn trưởng           | Tháng 10 năm 1962   | Quân đoàn 5, Quân đội Nhân dân Triều Tiên              |
| Quân đoàn trưởng           | Tháng 3/1968        | Quân đoàn 1, Quân đội Nhân dân Triều Tiên              |
| Thượng tướng               | Tháng 2/1972        | Quân đội Nhân dân Triều Tiên                           |
| Đại tướng                  | Tháng 4 năm 1985    | Quân đội Nhân dân Triều Tiên                           |
| Phó nguyên soái            | Tháng 4 năm 1992    | Quân đội Nhân dân Triều Tiên                           |
| Nguyên soái                | Tháng 10 năm 1995   | Quân đội Nhân dân Triều Tiên                           |
| Tư lệnh                    | Tháng 2 năm 1996    | Bộ Tư lệnh Cảnh vệ, Quân đội Nhân dân Triều Tiên       |

Ông là một trong 5 quân nhân được thụ phong quân hàm Nguyên soái Quân đội Nhân dân Triều Tiên,, cấp bậc quân sự cao cấp chỉ sau Đại Nguyên soái và Nguyên soái nhà nước của Cộng hòa Dân chủ Nhân dân Triều Tiên (những người khác là O Jin-u, Ch'oe Kwang, về sau có thêm Kim Yong-chun và Hyon Chol-hae). Ở vị trí Tư lệnh Cảnh vệ (1996-2003), ông chịu trách nhiệm bảo vệ các quan chức hàng đầu của Triều Tiên, bao gồm Kim Jong-il và gia đình ông. Bộ Tư lệnh Cảnh vệ là một trong số ít các cơ quan quân sự có yêu cầu cao về độ thân tín, vì vậy Ri đã công tác tại đây từ năm 1984 đến 2003. Bên cạnh đó, Ri cũng đã trở thành thành viên của Ủy ban quân sự Trung ương Đảng lao động Triều Tiên vào tháng 10 năm 1980 và là thành viên của Ủy ban Quốc phòng vào tháng 5 năm 1990.

## Sự nghiệp chính trị
Ri là một phó đại biểu trong Hội đồng Nhân dân Tối cao thứ 3, 8, 9, 10, 11 và 12. Ông cũng là thành viên của Ủy ban Trung ương Đảng Lao động Triều Tiên vào tháng 11 năm 1970.
Ông là thành viên của Ủy ban tang lễ cho cả Kim Il-sung và O Jin-u. Vị trí trong các ủy ban tang lễ thường được coi là một chỉ số về quyền lực thực tế (de facto) tại Bắc Triều Tiên.
Về mặt chính trị, Ri Ul-sol là một trong những thành viên cuối cùng còn sót lại của thế hệ lãnh đạo đầu tiên của Bắc Triều Tiên. Ông được xem như là một người rất kín tiếng. Sau một cuộc cải tổ chính trị ở Bắc Triều Tiên vào năm 2003, ông được thông báo là đã nghỉ hưu và rời bỏ hầu hết các chức vụ của mình, không còn giữ vai trò chính trị quan trọng nào trong nền chính trị Bắc Triều Tiên.

## Qua đời
Ri Ul-sol chết vì ung thư phổi vào ngày 7 tháng 11 năm 2015. Ủy ban tang lễ của ông bao gồm:
1. Kim Jong-un (chủ tịch)
2. Kim Yong-nam
3. Hwang Pyong-so
4. Pak Pong-ju
5. Kim Ki-nam
6. Choe Tae-bok
7. Pak Yong-sik
8. Ri Yong-gil
9. Yang Hyong-sop
10. Kang Sok-ju
11. Ri Yong-mu
12. O Kuk-ryol
13. Kim Won-hong
14. Kim Yang-gon
15. Kwak Pom-gi
16. O Su-yong
17. Kim Pyong-hae
18. Choe Pu-il
19. Ro Tu-chol
20. Jo Yon-jun
21. Im Chol-ung
22. Kim Tok-hun
23. Kim Yong-jin
24. Ri Mu-yong
25. Ri Chol-man
26. Kim Yong-dae
27. Ryu Mi-yong
28. Hwang Sun-hui
29. Kim Chol-man
30. Kim Ok-sun
31. Pak Kyong-suk
32. Ri Yong-suk
33. Ri Il-Hwan
34. Kim Chun-sop
35. Kim Man-song
36. Ri Yong-rae
37. Kim Jong-im
38. Kim Jung-hyop
39. Hong In-born
40. Kim Kyong-ok
41. Choe Hwi
42. Kim Chung-il
43. Ri Pyong-chol
44. Jon M-chun
45. Kim Yong-su
46. Jong Myong-hak
47. Kim Hi-taek
48. Jong Yong-nam
49. Kim Yong-chun
50. Hyon Chol-hae
51. Kim Jong-gak
52. Ri Ha-il
53. So Hong-chan
54. Rim Kwang-il
55. No Kwang-chol
56. Jo Nam-jin
57. Ryom Chol-song
58. Jo Kyong-chol
59. Yun Tong-hyon
60. Kim Hyong-ryong
61. Yun Jong-rin
62. Kim Myong-guk
63. Rye Chun-sok
64. Ri Myong-su
65. Choe Kyong-song
66. Ri Tae-chol
67. Jong Myong-do
68. Kang Tong-yun
69. Jon Chang-bok
70. Kim Yun-sim
71. Kim Ki-son
72. Pak Jae-gyong
73. Son Chong-nam
74. Jon Tae-ryong
75. Ri Yong-ju
76. Choe Yong-ho
77. Kim Rak-gyom
78. Kim Yong-chol
79. O Kum-chol
80. Kim Jong-gwan
81. Kim Song-dok
82. Ri Chang-han
83. Tong Yong-il
84. Ri Mun-kuk
85. Han Kwang-sang
86. Ri Kyu-man
87. Kim Taek-gu
88. Ri Dong-chun
89. Jong Yong-hak
90. Kim Sang-gap
91. Kim Su-hak
92. Pang Kwan-bok
93. An Ji-yong
94. Yun Pyong-gwon
95. Kim Myong-gyun
96. Ju Dong-chol
97. Choe Jae-bok
98. Pang Tu-sop
99. Ri Song-guk
100. Jang Jong-nam
101. Kim Myong-nam
102. Kim Yong-bok
103. Ri Pong-juk
104. Choe Du-yong
105. Han Chang-sun
106. Pak Su-il
107. Kim Sang-ryong
108. Kim Kum-chol
109. Ri Bong-chun
110. Song Sok-won
111. Kang Son-nam
112. Song Yong-gon
113. Ri Tae-sop
114. Kim Song-chol
115. Kim Kwang-su
116. Ho Song-il
117. Ri Chol
118. Ri Yong-chol
119. Kim Kwang-hyok
120. Ri Guk-jun
121. Jong Kyong-taek
122. Kim Jun-sik
123. Kim Yong-il
124. Ho Young-chun
125. Son Chol-ju
126. Pak Young-rae
127. Kim Guk-chang
128. Ju Dong-chol
129. Ri Yong-chol
130. Jang Tong-un
131. Kim Do-un
132. Ro Heung-se
133. Ri Jong-rae
134. Yun Hui-hwan
135. Sin Ki-chol
136. Kim Kyong-ryong
137. Han Phyo-sop
138. Ri Yong-nam
139. Han Myong-son
140. Ri Ho-chol
141. Kim Jong-chol
142. Jo Ki-bok
143. Ju Song-nam
144. Kwon Yong-jin
145. Ko Won-nam
146. Ju Jae-uk
147. Jang Yong-gil
148. Kim Tong-chol
149. Jin Kwang-chol
150. Pak Il-su
151. Tae Jong-su
152. Kim Su-gil
153. Pak Tae-song
154. Ri Man-gon
155. Pak Yong-ho
156. Pak Tae-dok
157. Kim Jae-ryong
158. Pak Jong-nam
159. Jon Sung-hun
160. Ri Sang-won
161. Kang Yong-mo
162. Rim Kyong-min
163. Choe Yong-rim
164. Hong Son-ok
165. Jo Chun-ryong
166. Jon Yong-nam
167. Ju Yong-gil
168. Rim Yong-il
169. Kim Jong-sun

## Danh hiệu
Ri Ul-sol là người nhận được nhiều danh hiệu khác nhau, bao gồm Huân chương Kim Il-sung, Anh hùng Lao động và Huân chương Quốc kỳ (hạng 1). Ông đã hai lần được trao danh hiệu Anh hùng của CHDCND Triều Tiên.